# 迪亞高·荷西·克利曼甸奴
迪亞高·荷西·克利曼甸奴（葡萄牙語：Diego José Clementino，1984年3月18日—），生于聖保羅，現效力庫姆薩巴足球俱樂部。

## 球會生涯
2009年12月，他加盟伊朗球會庫姆薩巴足球俱樂部。

## 榮譽
- 巴西甲組足球聯賽: 2003
- 巴西盃: 2003
- 明尼路州錦標賽: 2003, 2006

## 連結
- （葡萄牙文） sambafoot
- （葡萄牙文） CBF
- （葡萄牙文） zerozero.pt[永久]
- （西班牙文） sportsya[]
- （葡萄牙文） globoesporte （页面存档备份，存于）
- （英文） Guardian Stats Centre